# Chris White (bajista)
Christopher Taylor White (7 de marzo de 1943) es un cantante, compositor, músico y productor discográfico británico.
La carrera musical de White abarca más de 50 años. Saltó a la fama a mediados de la década de 1960 como bajista y vocalista ocasional del grupo de rock británico The Zombies. White es uno de los principales compositores de la música de The Zombies, y realizó importantes contribuciones líricas a las canciones de la banda. Fue incluido en el Salón de la Fama del Rock and Roll en 2019 como miembro de The Zombies.

## Primeros años
White nació el 7 de marzo de 1943 en Barnet, Hertfordshire, hijo de Harold White, inspector de autobuses de London Transport, y de su esposa Nan. La familia se trasladó pronto a Markyate, Hertfordshire, donde sus padres, Harold y Nan White, eran propietarios de la tienda general del pueblo, donde vendían comestibles, ferretería, pintura y muebles. Como pasatiempo, Harold White tocaba el contrabajo en bandas de baile que interpretaban la música de Glenn Miller y otras bandas de swing; él dio a su hijo su primera formación musical, tocando la guitarra junto a White el ukelele. También había un piano en la casa. White asistió a la St Albans County Grammar School, en Hertfordshire, donde conoció a Colin Blunstone, y más tarde conoció a Rod Argent, Paul Atkinson y Hugh Grundy, que estaban en la St. Albans School, los músicos que se convirtieron en The Zombies.

## The Zombies
White sustituyó al bajista inicial de The Zombies, Paul Arnold, y se convirtió en uno de los dos principales compositores de la banda, junto a Rod Argent. Escribió dos temas en su álbum de debut en Estados Unidos, The Zombies, publicado en enero de 1965. En el álbum de debut en el Reino Unido, Begin Here, compuso tres temas. Para las actuaciones de The, Zombies en la película de 1965 Bunny Lake Is Missing, White escribió "Nothing's Changed" y "Remember You". También escribió siete de las doce canciones del segundo y último álbum de la banda y obra maestra generalmente reconocida, Odessey and Oracle. White también contribuyó con la voz principal en "Butcher's Tale (Western Front 1914)" y un verso de "Brief Candles". Algunas ediciones de She's Not There atribuyen a Chris la autoría en lugar de a Rod Argent.
Su canción "I Love You", grabada originalmente por The Zombies en 1965, fue un éxito para el grupo People! en 1968.
Aunque White no es miembro de la formación actual de The Zombies, se ha vuelto a unir al grupo en varias giras con la formación original superviviente entre 2008 y 2019 para tocar Odessey and Oracle en su totalidad.

## Carrera posterior
Tras la desaparición de The Zombies, White contribuyó a la composición y producción de canciones en la carrera en solitario de Colin Blunstone y en la nueva banda de Rod Argent, Argent. Con Argent coescribió su éxito de 1972 "Hold Your Head Up". En 2007, como parte de la banda White Circle, coescribió, coprodujo y actuó en el álbum The Key con su hijo Matthew White y su esposa Vivienne Boucherat.
También en 2007/2008, White coprodujo y tocó en el álbum Featherhead para su hijo menor, el cantautor londinense JJ White. En marzo de 2008, White inició una serie de actuaciones en directo con los otros tres miembros supervivientes de The Zombies, incluyendo las primeras actuaciones completas del álbum Odessey and Oracle, para celebrar el 40.º aniversario de su publicación.
Chris y su esposa Vivian Boucherat hacen coros en el álbum de 2016 My Religion de John Verity.
Desde 2019, Chris ha estado publicando material inédito bajo el nombre de serie The Chris White Experience con actuaciones de un gran número de artistas conocidos. Hasta julio de 2021, ha publicado cinco volúmenes de canciones y un álbum inédito del grupo Sparrow.

## Vida personal
White reside actualmente en Londres. Está casado con Viv Boucherat, y aunque no tienen hijos juntos, White es padre de tres hijos: Matthew, Jamie y Sacha.